# Signe de l'hamburguesa
El signe de l'hamburgesa s'utilitza en el diagnòstic de l'apendicitis. El signe s'utilitza per descartar aquesta malaltia, i el metge pregunta si el pacient vol consumir el seu menjar preferit. Si un pacient vol menjar, considereu un diagnòstic diferent d'apendicitis. L'anorèxia és un 80% sensible a l'apendicitis. Un signe d'hamburguesa positiu es demostra quan un pacient declina els aliments.